# 内田忠夫
内田 忠夫（うちだ ただお、1923年（大正12年）7月25日 - 1986年（昭和61年）10月15日）は、日本の経済学者。専門は計量経済学。学位は、経済学博士（東北大学、1962年）（学位論文「計量経済学の方法とその日本経済への適用」）。東京大学名誉教授。正四位勲三等旭日中綬章。三重県川越町生まれ。

## 略歴
- 1947年（昭和22年）：東京大学経済学部を卒業する。
- 1951年（昭和26年）：シカゴ大学に留学する（1952年（昭和27年）まで）
- 1953年（昭和28年）：東京大学教養学部の講師となる。
- 1958年（昭和33年）：東京経済研究センターを設立する（東大火曜研究会の発展的解消）。

　　　　　　　日本初のマクロ計量モデルを開発（渡部経彦（元大阪大学教授）らとの共同開発）
- 1959年（昭和34年）：経済企画庁経済研究所主任研究官となる。
- 1960年（昭和35年）：マクロ計量モデルが政府の中期経済計画（1964年度-1968年度）に導入される。
- 1962年（昭和37年）:東北大学　経済学博士。論文の題は「計量経済学の方法とその日本経済への適用」[1]。
- 1965年（昭和40年）：東京大学教養学部の教授となる。
- 1984年（昭和59年）：東京大学の名誉教授となる。
- 1986年（昭和61年）：心不全の為に、死去する。

## 著書

### 単著
- 『近代経済学講座<計量分析篇2>予測と政策』（有斐閣、1968年）
- 『近代経済学講座<計量分析篇4>企業の計量分析』（有斐閣、1969年）
- 『日本経済論』（東京大学出版会、1987年）

### 編著
- 『新しい経済分析-理論・計量・予測-』（森嶋通夫、篠原三代平との編著、創文社、1960年）
- 『日本経済政策の解明<下>』（篠原三代平との編著、東洋経済新報社、1962年）
- 『二重構造の分析』（玉野井芳郎との編著、東洋経済新報社、1964年）
- 『経済成長の理論と計測』（稲田献一との共編、東京経済研究センター著、岩波書店、1966年）
- 『新しい大学像をもとめて』（衛藤瀋吉との編著、日本評論社、1969年）
- 『国民生活の長期ビジョン-欲求の多様化はどう進むか-』（産業構造審議会総合部会ニーズ小委員会著、日本経済新聞社、1976年）
- 『新しい繁栄を求めて-国際経済シンポジウム-』（大来佐武郎との編著、日本経済新聞社、1977年）

### 訳書
- A.C.ピグー『ケインズ一般理論-回顧的考察-』（社会思想研究会出版部、1954年）
- G.J.スティグラー『価格の理論<上/・下>』（宮下藤太郎との共訳、有斐閣、1963年-1964年／第3版, 1974年-1976年）
- K.E.ボールディング『紛争の一般理論』（衛藤瀋吉との共訳、ダイヤモンド社、1971年）
- ダニエル.B.スーツ『スーツ経済学原理<上・下>』（学習研究社、1977年-1979年）
- R.M.グッドウィン『現代経済分析』（マグロウヒル好学社、1978年）
- O.エクスタイン『現代不況の解剖――その症状と処方箋』（清水滋との共訳、日本経済新聞社、1979年）